# ジョージナ・スペルヴィン
ジョージナ・スペルヴィン Georgina Spelvin（本名ミッシェル・グレアム Michelle Graham、1936年3月1日 - ）は、アメリカ合衆国の元ポルノ女優。1973年の映画『ミス・ジョーンズの背徳』の主演女優として、最も知られている。

## ミス・ジョーンズ以前
子供の時、ミッシェル・グレアムは急性灰白髄炎の犠牲となった。しかし彼女はダンサーになれる程にまで、身体機能を回復した。彼女はプロとしてのキャリアをニューヨークのコーラスガールから始め、ブロードウェイ・ミュージカル『ガイズ&ドールズ』、『スイート・チャリティー』、『The Pajama Game』に出演 。1957年には最初の映画『The Twilight Girls 』（ソフトコアのレズビアン映画）に出演した。

## ミッシェルからジョージナへ
グレアムの友人、俳優のハリー・リームスが彼女をポルノ映画監督ジェラルド・ダミアーノに紹介し、グレアムは一般映画からポルノ映画界へと移った 。彼女は芸名を舞台俳優が伝統的に偽名として用いる、ジョージ・スペルヴィンから借用した。
スペルヴィンは1960年代後半に2、3のセクスプロイテーション映画に出演したことが知られているが、彼女をハードコアポルノの世界で最も有名な人物の1人としたのは、1973年の映画『ミス・ジョーンズの背徳』の主演である。1982年に引退するまでに、スペルヴィンは70本以上のポルノ映画に出演した。のみならず、彼女は低予算のエクスプロイテーション映画『Girls For Rent (別名I Spit on Your Corpse 』（彼女は衣裳デザイナーも務めた） や、『ポリスアカデミー』と『ポリスアカデミー3/全員再訓練!』に出演した。これらは一般映画であったが、彼女は娼婦の役を当てられた。観衆は有名なポルノスターにスクリーン上で会える事を期待していた。フェラチオの実行が、それらの映画の中で暗にほのめかされている。彼女はまたルース・レイモンド (Ruth Raymond) とクレジットされた『ヘルマザー/鮮血の愛 (Bad Blood) 』(1993年) や、『Next Year in Jerusalem 』(1997年) などの一般映画にも出演し、『Dream On 』や『The Lost World 』といったテレビ番組にゲスト出演した。
ジョージナ・スペルヴィンは、ポルノシック（おしゃれポルノ）の時代を象徴していた。1973年にロバート・バークヴィスト (Robert Berkvist) は、ニューヨーク・タイムズ紙に「『ミス・ジョーンズ』は、［真っ当で裕福なニューヨーク郊外の］スカースデールで、ブロードウェイにいるかの如く、よく知られている。」と記している。

## ミス・ジョーンズ以後
ポルノ映画から引退後、スペルヴィンは2001年に65歳で引退するまで、コンピュータグラフィックデザイナーを続けた。
2004年、スペルヴィンはビビッド・ビデオによる『ミス・ジョーンズの背徳』のリメイク作品、『The New Devil in Miss Jones 』にスペシャル・ゲスト・スターとして出演した。
2008年5月、彼女は自叙伝『Devil Made Me Do It』を出版し、インターネット上でファンに告知する短いウェブクリップに出演した。自費出版のこの本は、彼女の公式ウェブサイトを通して入手できる。

## 私生活
1970年代、スペルヴィンは同僚のポルノスターで、『ミス・ジョーンズの背徳』の共演者の1人である、クレア・リュミエール（別名ジュディス・ハミルトン）と長期に渡りレズビアンの関係にあった。2008年現在、彼女は夫で俳優のジョン・ウェルシュとロサンゼルスに住んでいる。

## 受賞歴
受賞
- 1976年 AFAA 最優秀助演女優賞 『Ping Pong 』[6]
- 1977年 AFAA 最優秀主演女優賞 『アネット・ヘブンのスパークポルノ (Desires Within Young Girls) 』[6]
- 1978年 AFAA 最優秀助演女優賞 『メイクラブ/テイク・オフ (Take Off) 』[6]
- 1979年 AFAA 最優秀助演女優賞 『U.S.A.セックスマシーン (Esctacy Girls) 』[6]
- 1980年 AFAA 最優秀助演女優賞 『激芯/アーバンクライマックス (Urban Cowgirls) 』[6]
- 1981年 AFAA 最優秀主演女優賞 『Dancers 』[6]
- 1985年 XRCO殿堂顕彰[7]
- AVN殿堂顕彰[8]
- Legends of Erotica[9]

ノミネート
- 2006年 AVN 最優秀ノン・セックス演技賞 『The New Devil in Miss Jones 』[10]